# Wolfgang Torkler
Wolfgang Torkler (* 1965 in Greifswald) ist ein deutscher Jazzmusiker (Piano, Komposition).

## Leben und Wirken
Torkler wuchs in einem Pfarrhaus in Mecklenburg-Vorpommern auf und erhielt mit acht Jahren den ersten Klavierunterricht. Nach der Schule machte er eine Lehre als Elektriker. Dann arbeitet er als Beleuchtungsmeister am Stralsunder Theater, wo er seine ersten Bühnenmusiken komponierte. Ab 1990 studierte er an der Hochschule für Musik Carl Maria von Weber Dresden Jazzpiano und Komposition. Nach dem Diplom und einem Aufbaustudium studierte er mit einem Auslandsstipendium 1997 am Berklee College of Music lateinamerikanische Musik und Filmmusik.
Dort gründete Torkler seine Latin-Band Tumba-ito, für die er auch komponierte. Zurück in Deutschland lernte er 1999 den Schauspieler Rolf Hoppe kennen, mit dem er in der Folge in mehreren Live-Programmen und Studio-Produktionen zusammenarbeitete, etwa ein Heine-Programm und 2008 Der Schmetterling nach Wilhelm Busch. Zunächst veröffentlichte er mehrere Soloalben. Mit seiner Band Tumba-ito unternahm er 2004 eine Studienreise nach Kuba; 2005 legte er mit ihr die CD Viajantes vor, gefolgt von Gozando la Vida (2011). Im ungewöhnlich besetzten Trio mit Perkussionist Bertram Lehmann und Mehmet Ali Sanlikol auf türkischen Lauten und Holzblasinstrumenten entstand 2015 das Album Trio. Mit dem Kontrabassisten René Bornstein veröffentlichte er 2022 das Album Scapes, das gute Kritiken erhielt.